# Dejan Dabović
Dejan Dabović   (Herceg Novi, 3 d'agost de 1944 - Belgrad, 6 de desembre de 2020) fou un waterpolista montenegrí que va competir sota bandera iugoslava durant les dècades de 1960 i 1970.
El 1968 va prendre part en els Jocs Olímpics d'Estiu de Ciutat de Mèxic, on guanyà la medalla d'or en la competició del waterpolo. Vuit anys més tard, als Jocs de Montreal, fou cinquè en la mateixa prova.
En el seu palmarès també destaquen dues medalles als Jocs del Mediterrani, d'or el 1971 i de plata el 1975. Durant la seva carrera esportiva fou 110 vegades internacional amb Iugoslàvia, en què marcà 53 gols.
A nivell de clubs jugà al PVK Jadran i a partir de 1968 al VK Partizan, equip amb el què guanyà dues lligues de Iugoslàvia, el 1968 i el 1970, i el campionat d'hivern el 1968 i el 1969, i la Copes d'Europa de Waterpolo de 1970. Posteriorment fitxà pel Primorje i el Solaris, on acabà la seva carrera com a jugador. Una vegada retirat va exercir d'entrenador en diversos equips de Iugoslàvia i Itàlia.